# Новский, Дмитрий Петрович
Дмитрий Петрович Новский (1799—1879) — протоиерей русской православной церкви.

## Биография
Родился в 1799 году в семье священника села Марково Ярославской губернии. Учился в Ярославской духовной семинарии, откуда как лучший ученик, в 1820 году был отправлен в Московскую духовную академию. По окончании курса, в октябре 1824 года, был оставлен в академии магистром богословия.
В 1830 году был рукоположен во священника Никитской церкви на Татарской улице. В 1832 году был переведён к Воздвиженской церкви при Московском дворянском институте с назначением законоучителем в нём.
В 1839 году был перемещён к церкви Адриана и Натальи; с 1840 года — член консистории; с 1842 года — протоиерей. В 1856 году он был назначен протопресвитером московского Успенского собора и членом Синодальной конторы. В 1874 году избран почётным членом Московской духовной академии. Некоторое время был цензором Православного обозрения.
Умер 4 (16) июня 1879 года. Похоронен на Пятницком кладбище.
Его дочь, Анна, была выдана замуж за Николая Васильевича Ушакова. Внук Дмитрий Николаевич Ушаков — известный русский и советский лингвист.